# Heshmat Mohajerani
Heshmat Mohajerani (pers.: حشمت مهاجرانی; ur. 11 grudnia 1938 w Meszhedzie) – irański piłkarz występujący podczas kariery na pozycji pomocnika. Po zakończeniu kariery piłkarskiej pracował jako trener.

## Kariera klubowa
Heshmat Mohajerani podczas kariery piłkarskiej występował w Taj Teheran. Z Taj dwukrotnie wygrał Ligę Teherańską w 1962 i 1964.

## Kariera trenerska
Po zakończeniu kariery piłkarskiej Mohajerani został trenerem. W 1971 objął funkcję trenera reprezentacji Iranu U-23. W latach 1972–1975 trenował również reprezentację Iranu U-20. W 1976 Mohajerani został selekcjonerem reprezentacji Iranu. W 1976 wygrał z Iranem Puchar Azji. Kilka tygodni prowadził Iranu w Igrzyskach Olimpijskich w Montrealu. Na turnieju w Kanadzie dotarł do ćwierćfinału, w którym odpadł z ZSRR.
W 1977 roku po raz pierwszy w historii awansował z Iranem do Mistrzostw Świata. Iran zakończył turniej na fazie grupowej po porażkach z Holandią i Peru oraz remisie ze Szkocją. Bilans jego selekcjonerskiej kadencji to 35 meczów, 17 zwycięstw, 10 remisów i 8 porażek, przy bilansie bramkowym 53-31.
W 1978 wyjechał do Zjednoczonych Emiratów Arabskich by trenować klub Al-Szaab SC. W latach 1980–1984 był selekcjonerem reprezentacji Zjednoczonych Emiratów Arabskich. W latach 1984–1986 trenował Al-Wahda Abu Zabi. W latach 1992–1994 był selekcjonerem reprezentacji Omanu. W latach 1998–1999 trenował katarski klub Al Ahli Ad-Dauha. Ostatnią jego pracą było prowadzenie młodzieżowych reprezentacji ZEA U-19 i U-23 w latach 2003–2005.